# Episodi di Gli Abissi (terza stagione)
La terza stagione della serie animata Gli Abissi è stata interamente pubblicata a livello internazionale nel 2018 e in Italia nel 2019.
| nº      | Titolo originale           | Titolo italiano      | Data USA      | Data Italia |
| ------- | -------------------------- | -------------------- | ------------- | ----------- |
| 1 (40)  | The Treasure               | Il tesoro            | 3 marzo 2019  | 2019        |
| 2 (41)  | Off-Line                   | Offline              | 4 marzo 2019  | 2019        |
| 3 (42)  | Friends in Deep Places     | Amici in profondità  | 5 marzo 2019  | 2019        |
| 4 (43)  | Just Eaten                 | Fagocitati           | 6 marzo 2019  | 2019        |
| 5 (44)  | Family Ties                | Legami familiari     | 7 marzo 2019  | 2019        |
| 6 (45)  | The Circle Game            | Il gioco del cerchio | 8 marzo 2019  | 2019        |
| 7 (46)  | The Unicorn                | L'unicorno           | 9 marzo 2019  | 2019        |
| 8 (47)  | Purple Tide                | La marea viola       | 10 marzo 2019 | 2019        |
| 9 (48)  | The Race                   | La gara              | 11 marzo 2019 | 2019        |
| 10 (49) | Kidnapped!                 | Rapito               | 12 marzo 2019 | 2019        |
| 11 (50) | More Thunder And Lightning | Altri tuoni e lampi  | 13 marzo 2019 | 2019        |
| 12 (51) | Lemuria                    | Lemuria              | 14 marzo 2019 | 2019        |
| 13 (52) | The Sceptre                | Lo scettro           | 15 marzo 2019 | 2019        |